# По половому признаку
«По половому признаку» (англ. On the Basis of Sex) — американский биографический юридический фильм режиссёра Мими Ледер. В главной роли: Фелисити Джонс. Мировая премьера фильма прошла 8 ноября 2018 года, в России она состоялась 28 февраля 2019 года.
Фильм рассказывает о жизни судьи Верховного суда США Рут Бейдер Гинзбург и посвящен 25-летней годовщине её работы на этом посту (с 1993 года).

## Актёрский состав
- Фелисити Джонс — Рут Бейдер Гинзбург
- Арми Хаммер — Мартин Д. Гинзбург
- Джастин Теру — Мел Вульф
- Кэти Бейтс — Дороти Кеньон
- Сэм Уотерстон — Эрвин Грисвольд
- Кейли Спейни — Джейн К. Гинзбург
- Каллум Шоникер — Джеймс Стивен Гинзбург
- Джек Рейнор — Джеймс Х. Бозарт
- Стивен Рут — профессор Браун
- Рональд Гаттман — профессор Джеральд Гюнтер
- Крис Малки — Чарльз Мориц
- Гари Вернц — судья Уильям Эдвард Дойл
- Фрэнсис Х. Маккарти — судья Фред Догерти
- Бен Карлсон — судья Уильям Джадсон Холлоуэй-мл.

## Критика
Фильм получил в основном положительные оценки кинокритиков. На сайте Rotten Tomatoes фильм имеет рейтинг 74 % на основе 96 рецензий критиков со средней оценкой 6,7 из 10. На сайте Metacritic фильм получил оценку 60 из 100 на основе 31 рецензий, что соответствует статусу «смешанные или средние отзывы».